# Yunus Mallı
Yunus Mallı (Kassel, 24 februari 1992) is een Duits-Turks voetballer die doorgaans als offensieve middenvelder speelt. Mallı debuteerde in 2015 in het Turks voetbalelftal.

## Clubcarrière
Mallı speelde in de jeugd voor achtereenvolgens Sportfreunde Fasanenhof, KSV Hessen Kassel en Borussia Mönchengladbach. Voor laatstgenoemde club speelde hij elf competitiewedstrijden in het tweede team, maar een debuut in de hoofdmacht bleef uit. Mallı verruilde Borussia Mönchengladbach in juli 2011 vervolgens voor FSV Mainz 05. Hij tekende er een tweejarig contract. Mallı debuteerde op 22 oktober 2011 voor Mainz in de Bundesliga, tegen Hertha BSC. Die dag viel hij na 73 minuten in voor Andreas Ivanschitz. Op 30 oktober 2012 scoorde hij zijn eerste profdoelpunt, tegen Erzgebirge Aue in het toernooi om de DFB-Pokal. Op de negentiende speeldag van het seizoen 2012/13 op 26 januari 2013 maakte hij zijn eerste competitiedoelpunt, tegen SpVgg Greuther Fürth.

## Interlandcarrière
Mallı kwam uit voor diverse Duitse nationale jeugdelftallen. Hij debuteerde in 2013 in Duitsland –21, waarvoor hij in twee jaar tijd elf interland speelde. In november 2015 riep bondscoach Fatih Terim hem op voor het Turks voetbalelftal voor vriendschappelijke interlands tegen Qatar en Griekenland. In de wedstrijd op 13 november tegen Qatar, die met 1–2 werd gewonnen, maakte hij na rust als vervanger van Oğuzhan Özyakup zijn interlanddebuut. Met Turkije nam Mallı in juni 2016 deel aan het Europees kampioenschap voetbal 2016 in Frankrijk. Na nederlagen tegen Spanje (0–3) en Kroatië (0–1) en een overwinning op Tsjechië (2–0) was Turkije uitgeschakeld in de groepsfase.